# Savska cesta, Ljubljana
Savska cesta je ena izmed cest v Ljubljani.

## Zgodovina
Leta 1910 je občinski svet poimenoval cesto od Šmartinske ceste proti pokopališču pri cerkvi sv. Križa.

## Urbanizem
Cesta poteka od rondoja Žale do stika s Šmartinsko cesto.
Na cesto se (od severa proti jugu) povezujejo: Linhartova, Davčna, Mislejeva, Luize Pesjakove in Središka.
Od glavne ceste se loči en vzporedni krak, ki se pozneje priključi nazaj na glavno cesto.

## Javni potniški promet
Po Savski cesti poteka trasa mestne avtobusne linije št.  2. Na cesti je tudi eno avtobusno postajališče.

### Postajališče MPP
| postajališče          | št. linije |
| --------------------- | ---------- |
| 202042 Savsko naselje | 2          |

| postajališče          | št. linije |
| --------------------- | ---------- |
| 202041 Savsko naselje | 2          |